# Hyporthodus exsul
Hyporthodus exsul là một loài cá biển thuộc chi Hyporthodus trong họ Cá mú. Loài này được mô tả lần đầu tiên vào năm 1944.

## Phân bố và môi trường sống
H. exsul có phạm vi phân bố ở Đông Thái Bình Dương. Loài cá này được tìm thấy vịnh California trải dài đến Panama. Chúng sống ở độ sâu khoảng từ 5 đến 72 m.

## Mô tả
Chiều dài cơ thể và trọng lượng tối đa đã được ghi nhận ở H. quernus là 125 cm. Cá trưởng thành và cá con có màu nâu sẫm. Tuy nhiên, cá con lại có nhiều đốm trắng tròn lớn trên cơ thể, và đôi khi vây đuôi có màu trắng. Các vây còn lại có màu nâu sẫm, đậm hơn màu sắc cơ thể.
Số gai ở vây lưng: 10; Số tia vây mềm ở vây lưng: 13 - 14; Số gai ở vây hậu môn: 3; Số tia vây mềm ở vây hậu môn: 8 - 9; Số tia vây mềm ở vây ngực: 18 - 20.